# 池司
池司（いけし）とは、中世・近世の日本で用水池や溜池の管理・運営にあたる役職、またその職にある者のこと。地域によっては、井司（いし）・池守（いけもり）・井守（いもり）・池奉行（いけぶぎょう）・井奉行（いぶぎょう）などの別名がある。

## 概要
池司は地域の灌漑について熟知してなおかつ公平な用水の配分ができる「器用の仁」が求められ、また自己の田畑への一定の灌漑や給田などの報酬、利用者から徴収した使用料（井料）の一部を受けるなどの得分が付随していることがあった。このため、領主（荘園領主や大名など）によって任じられ、その地位を世襲・相伝的に継承する場合と反対に既得権益化を防ぐために地位が欠けるたびに領主が新たに任命して世襲・相伝を排除する場合があった。多くは現地の土豪や名主などの有力者が任じられた。中世後期に入ると、領主および池司の力関係の変化によって池司職（池司の職）の売買や相伝が行われるようになった。近世に入ると用水池や溜池の開発・再興に尽くした有力者が藩などの領主権力から世襲で任じられる事例が一般化した。河内国狭山池の田中氏や讃岐国満濃池の矢原氏などがその典型である。